# Párta (település)
Párta (szerbül Парта / Parta) település Szerbiában, a Vajdaságban, a Dél-bánsági körzetben, Versec községben.

## Fekvése
Versectől délre, Fürjes és Homokdiód közt fekvő település.

## Története
Párta középkori adatairól nem maradt fenn oklevél, azonban a török hódoltság végén már lakott helyként említették.
A település nevét az 1717. évi kamarai jegyzékben Parta néven jegyezték fel, 18 házzal, gróf Mercy-féle térképén a verseczi kerületben fekszik. Később azonban elpusztult, az 1761. évi térképen nem is található meg.
Mária Terézia királynő rendeletére a falut a német-szerb Határőrvidékhez csatolták, majd 1873-ban Temes vármegyéhez került.
1910-ben 758 lakosából 7 fő német, 65 fő román, 677 fő szerb anyanyelvű volt. Ebből 7 fő római katolikus, 742 fő görögkeleti ortodox vallású volt. A lakosok közül 303 fő tudott írni és olvasni, 22 fő tudott magyarul.
A trianoni békeszerződés előtt Temes vármegye Fehértemplomi járásához tartozott.

## Népesség

### Demográfiai változások
| 1948 | 1953 | 1961 | 1971 | 1981 | 1991 | 2002 | 2011 |
| ---- | ---- | ---- | ---- | ---- | ---- | ---- | ---- |
| 731  | 716  | 770  | 737  | 629  | 518  | 444  | 376  |

## Nevezetességek
- Görögkeleti temploma - 1815-ben épült

## Források

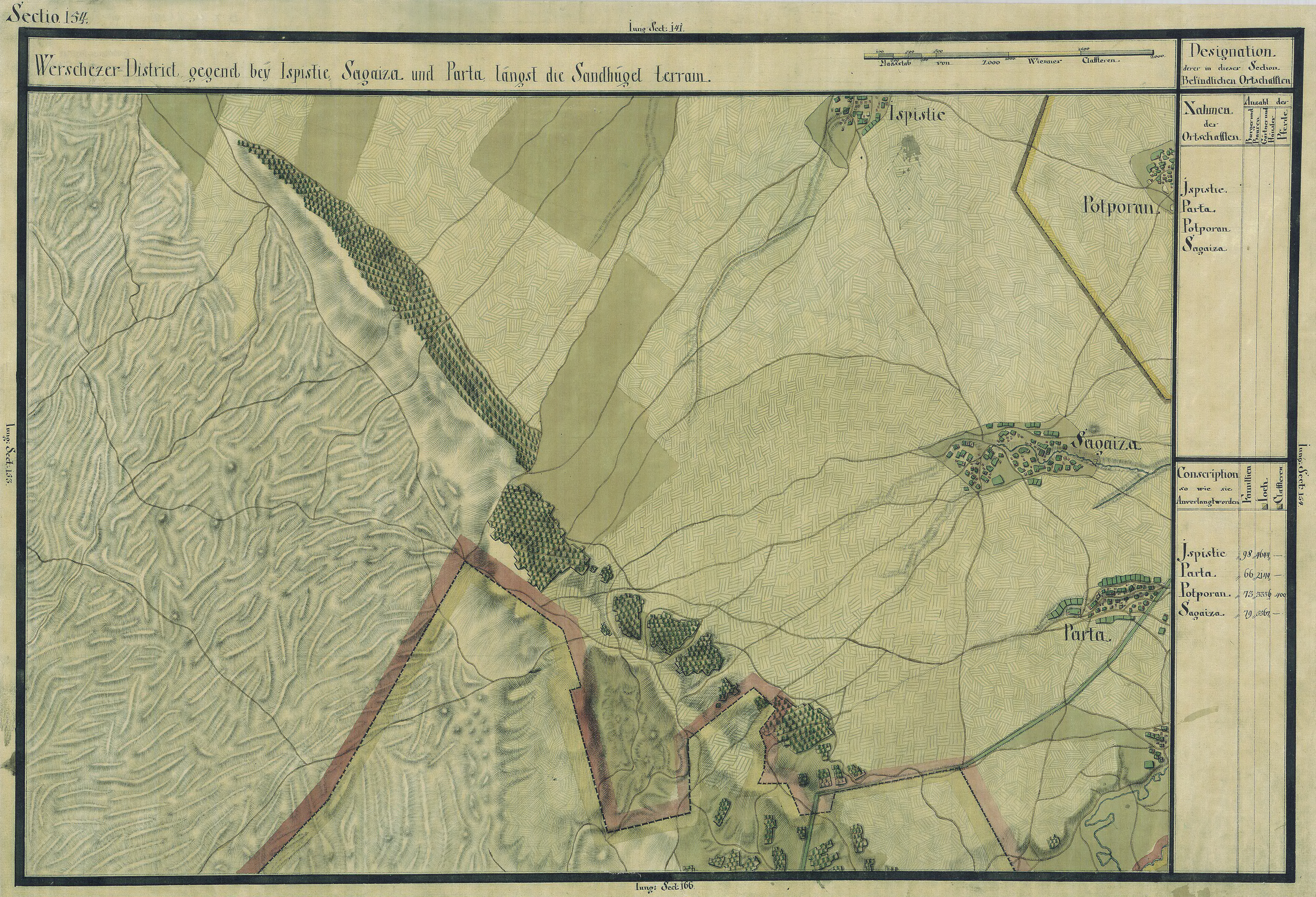
Párta egy régi térképen